# 尹任 (崇禎進士)
尹任（？—1642年），字友仲，山东東昌府临清州人。明末政治人物。

## 生平
崇祯十二年（1639年）己卯科山东乡试举人，崇祯十三年（1640年）庚辰科進士，兵部观政，官山西临汾县知县，后归乡里。崇祯十五年（1642年），清军入塞，寇山东，臨清總兵官劉源清偕榷關主事陳興言、同知路如瀛、判官徐應芳、吏目陳翔龍、員外郎邢泰吉、前臨汾知縣尹任、前太常寺少卿張振秀以及前宣大总督張宗衡等合力備禦。不久，城池被圍，力拒數日，孤立無援。城破，同殉于难。